# Maria di Rohan
Maria di Rohan és una òpera en tres actes de Gaetano Donizetti, amb llibret de Salvatore Cammarano. S'estrenà al Kärntnertortheater de Viena el 5 de juny de 1843.
A Catalunya es va estrenar el 2 de juny de 1846 al Teatre de la Santa Creu de Barcelona. El 19 de juny de 1849 es va representar per primera vegada al Gran Teatre del Liceu.